# Alexander Wiener
Alexander Solomon Wiener (New York, 16 marzo 1907 – New York, 6 novembre 1976) è stato un immunologo statunitense.
Il suo nome, associato a quello di Karl Landsteiner, è ricordato per la scoperta, alla fine degli anni trenta, del fattore Rh nel sangue umano.
Nato nel 1907 nel quartiere newyorkese di Brooklyn, all'inizio degli anni trenta iniziò, insieme con il biologo e fisiologo di origini austriache Landsteiner, presso il Rockefeller institute for medical research di New York, una serie di esperimenti sul siero di conigli immunizzati con globuli rossi delle scimmie Macaco Rhesus. Questi esperimenti consentirono ai due di scoprire un antigene nel sangue, che chiamarono fattore Rh o fattore Rhesus, presente anche nel sangue umano. La scoperta fu resa pubblica nel 1940.
Il sangue che contiene tale antigene è definito Rh positivo, Rh negativo se ne è privo. La presenza o assenza del fattore Rh, insieme con il gruppo sanguigno di appartenenza, è essenziale per stabilire la compatibilità delle trasfusioni.
Morì nella città natale, a sessantanove anni, nel 1976.